# 反影偽裝

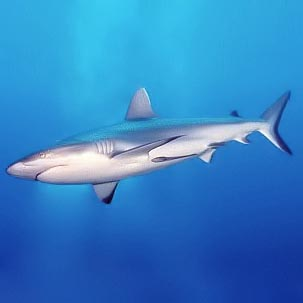
一條反影伪装的黑尾真鲨.

反影偽裝（英語：Countershading）是一種伪装方法，即动物體表的着色在上侧较暗，而在身体的下侧较浅。

## 應用

### 軍事
反影偽裝是一种应用在坦克炮管上的伪装，曾于二战使用于谢尔曼萤火虫坦克上。
反影伪装可以使坦克炮管看起来更短。诺曼底登陆后，谢尔曼萤火虫坦克是唯一可以在一般战斗距离有效打击虎式和豹式坦克的英国坦克。由于搭载了QF 17磅炮，炮管较一般的谢尔曼坦克更长，因此德军会优先攻击谢尔曼萤火虫坦克。于是萤火虫的车员将炮管前半部的底下涂白，上面涂墨绿色或原先的橄榄绿，以避免被优先攻击。

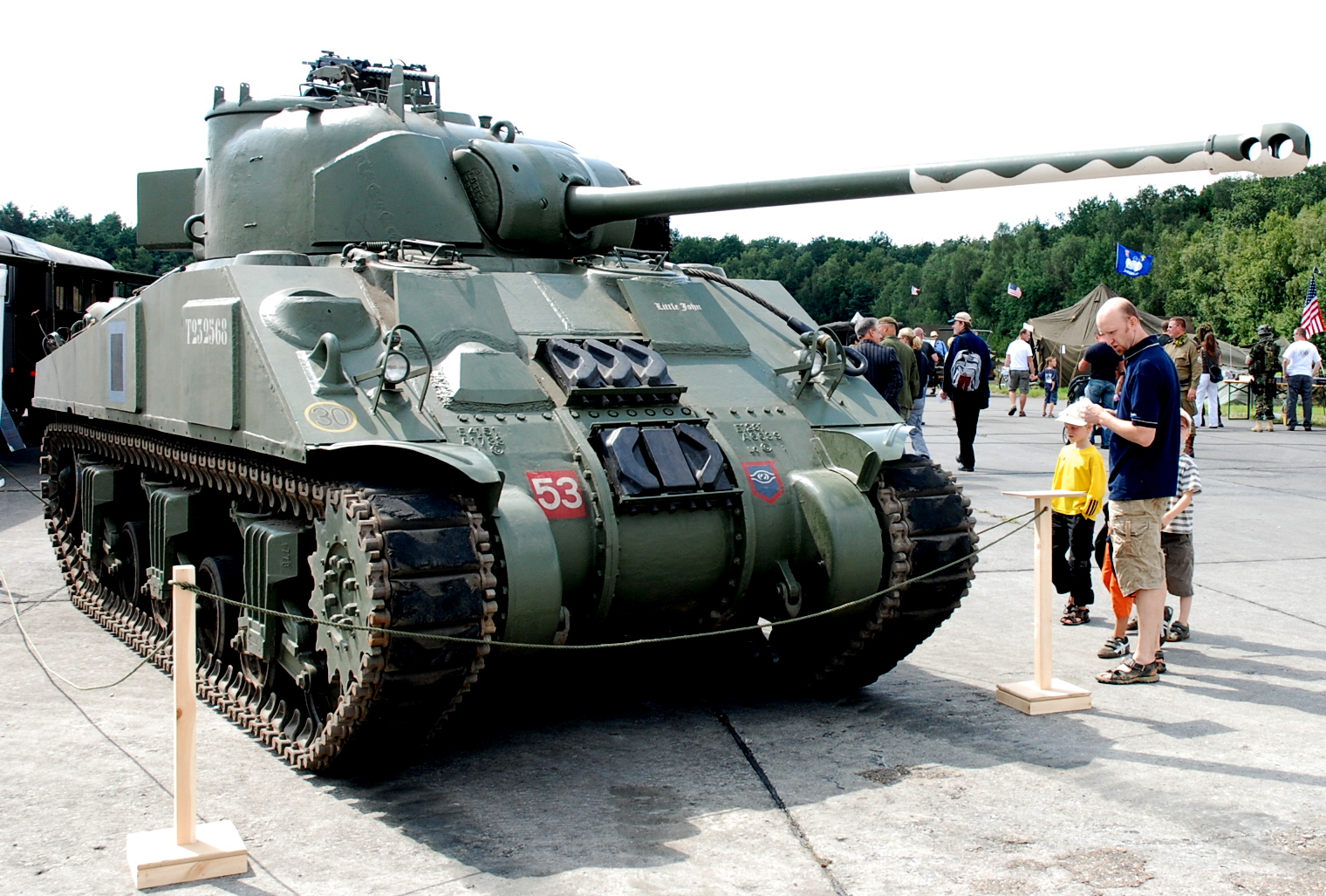
一台使用了反影伪装的谢尔曼萤火虫坦克